# Granada 74 CF
 Skapade sidan av misstag